# Centro Universitário de Barra Mansa
O Centro Universitário de Barra Mansa (UBM) é uma instituição de ensino superior mantida pela Associação Barramansense de Ensino (SOBEU), sediada em Barra Mansa, no sul do estado do Rio de Janeiro. A Associação Barramansense de Ensino Superior foi criada em 1961 e, em 20 de julho de 1966, obteve o parecer favorável do Conselho Federal de Educação à autorização para o funcionamento da Faculdade de Direito de Barra Mansa – a primeira do interior do estado do Rio de Janeiro. Nos anos seguintes, passaram a ser oferecidos também os cursos de Administração (1969), Filosofia (1971), Ciências e Letras (1971), Comunicação (1975) e Enfermagem (1981). Em 1997 as faculdades foram integradas e foi criado o primeiro Centro Universitário do interior do estado, como conhecemos hoje, o UBM – Centro Universitário de Barra Mansa.
O credenciamento da instituição como Centro Universitário, por Decreto do Presidente da República, em 23 de dezembro de 1997, levou o UBM a redirecionar o seu Projeto Pedagógico Institucional – PPI e o seu Plano de Desenvolvimento Institucional – PDI, o que significa maior empenho continuado para excelência de ensino, pela qualificação do corpo docente e pelas condições de trabalho acadêmico oferecidas à comunidade escolar.
O UBM abriga 26 cursos de graduação e 18 cursos de pós-graduação, além de cursos de extensão (curta-duração). Atualmente, a instituição é avaliada com nota 4 (em uma escala de 1 a 5) no Conceito Institucional do  Ministério da Educação (MEC) e nota 3 (em uma escala de 1 a 5) pelo Índice Geral de Cursos (IGC) - ambos constituem uma avaliação de abrangência nacional feita pelo MEC.    

## Campi
A instituição divide as suas atividades em dois campi. Cada um deles reserva os prédios responsáveis pelo funcionamento dos respectivos cursos. O campus principal e sede da instituição é o Campus Barra Mansa, localizado no centro da cidade. Além dele, existe o Campus Cicuta, localizado no bairro Fazenda Santa Cecília.